# Disastro ferroviario di Weesp
Il disastro ferroviario di Weesp fu un grave incidente ferroviario avvenuto la mattina venerdì 13 settembre 1918 nella località olandese di Weesp, nella provincia dell'Olanda Settentrionale, dove alcuni vagoni di un treno passeggeri proveniente da Apeldoorn e diretto ad Amsterdam precipitarono da un ponte sul Merwedekanaal (ora chiamato Amsterdam-Rijnkanaal), provocando la morte di 41 persone e il ferimento di 42. Fino al disastro ferroviario avvenuto nei pressi di Harmelen l'8 gennaio 1962, dove morirono 92 persone, fu il peggior disastro ferroviario mai avvenuto prima nei Paesi Bassi ed è tuttora la seconda sciagura ferroviaria di sempre di quel Paese.

## I fatti
La sciagura avvenne intorno alle 10.30 del mattino del 13 settembre 1918.
Intorno a quell'ora, il treno, stava viaggiando ad una velocità di circa 55-60 km orari, una volta giunto ad una decina di metri dal ponte sul Merwedekanaal, iniziò ad inclinarsi verso destra L'inclinazione causò la caduta di parte del convoglio dai 7 metri di altezza del ponte, mentre la locomotiva arrestò la propria corsa schiantandosi contro il ponte; lo schianto causò anche la distruzione della tratta ferroviaria per una lunghezza di circa 95 metri. 
I primi soccorsi furono portati da un chirurgo e da quattro suore che si trovavano sul treno e da alcuni militari che si trovavano casualmente nei dintorni del luogo della sciagura.
Circa un'ora dopo, giunse in soccorso anche un treno proveniente dalla stazione di Naarden-Bussum e 2 ore e mezzo dopo giunse anche un treno della Croce Rossa.
I feriti furono quindi trasferiti in vari ospedali di Amsterdam.

## Vittime e feriti
I 41 morti e 42 feriti erano tutti passeggeri del treno, mentre nessuno del personale ferroviario rimase ferito.
I corpi delle vittime furono sepolti nel giro di poco tempo in alcune barche nel canale.

## Indagini
Le indagini, condotte da una commissione indetta dal Ministero dei Trasporti e presieduta da C. Lely, portarono alla conclusione che la sciagura sarebbe stata causata dalla forte pioggia che il giorno precedente avrebbe seriamente danneggiato il ponte su quella tratta ferroviaria.